# خالد سعيد خان
خالد سعيد خان (بالإنجليزية: Khalid Saeed Khan)‏ هو أخصائي العلاج الطبيعي ‏ باكستاني، ولد في 1954 في لاهور في باكستان.